# Saint-Porquier
Saint-Porquier é uma comuna francesa na região administrativa de Occitânia, no departamento de Tarn-et-Garonne. Estende-se por uma área de 15,7 quilômetros quadrados. Em 2010 a comuna tinha 1 431 habitantes (densidade: 91,1 hab./km²).